# 星頭鬼筆屬
星頭鬼筆屬（学名：Aseroë）是擔子菌門鬼筆科下一個細小的屬，但有時會被分類在籠頭菌科中。這個屬名是古希臘文，意即「討厭的汁液」。這個屬是因於1800年法國植物學家Jacques Labillardière發現了其模式種的紅星頭菌而成立的。成熟的星頭鬼筆屬上有橄欖褐色的造孢組織，能吸引蒼蠅。它們在護根層很普遍，且是腐生生物。

## 下属物种
本属包括以下物种：
- 大红星头鬼笔 Aseroe coccinea Imazeki & Yoshimi ex Kasuya
- Aseroe genovefae Decary
- 红星头菌 Aseroe rubra Labill.